# Darkness and Hope
Darkness and Hope — пятый альбом португальской готик-метал-группы Moonspell, вышедший в 2001 году.
Были выпущены несколько версий альбома, каждая из которых отличалась бонус-треком. Соответственно, в качестве бонус-треков были включены «Os Senhores De Guerra», (кавер Madredeus), «Mr. Crowley», (кавер Оззи Осборна) и «Love Will Tear Us Apart» (кавер Joy Division). Песня «Nocturna» вышла отдельным синглом (би-сайдом на нём стала «Firewalking»).

## Список композиций
1. «Darkness and Hope» — 4:47
2. «Firewalking» — 3:02
3. «Nocturna» — 3:52
4. «Heartshaped Abyss» — 4:08
5. «Devilred» — 3:25
6. «Ghostsong» — 4:21
7. «Rapaces» — 5:31
8. «Made of Storm» — 4:09
9. «How We Became Fire» — 5:47
10. «Than the Serpents in my Hands» — 5:53

Бонус-треки:
1. «Os Senhores da Guerra» — 6:30
2. «Mr. Crowley» — 4:28
3. «Love Will Tear Us Apart» — 3:41

## Участники записи
- Фернанду Рибейру — вокал
- Рикарду Аморим — гитара
- Сержиу Крестана (порт. Sérgio Crestana) — бас-гитара
- Педру Пайшан — клавишные, семплы, гитара
- Мигел Гашпар — ударные